# Karl Friederichs (Archäologe)

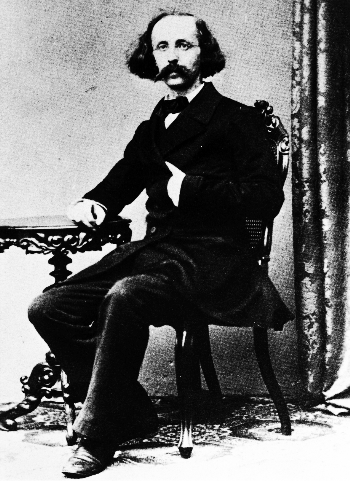
Karl Friederichs

Karl Friederichs (geboren 7. April 1831 in Delmenhorst, Großherzogtum Oldenburg; gestorben 18. Oktober 1871 in Berlin) war ein deutscher Klassischer Archäologe.

## Leben
Friederichs war ein Sohn des Richters Carl Friederichs und der Anna Maria Lübken (1803–1836). Er besuchte die Gymnasien in Oldenburg und Bremen, ehe er sich an der Universität Göttingen für ein Studium der Philologie bei Karl Friedrich Hermann einschrieb. Er setzte seine Studien in den Jahren 1851 bis 1853 an der Universität Erlangen unter Hofmann, Ludwig von Döderlein und Karl Friedrich Nägelsbach fort und promovierte 1853 mit einer Dissertation Chorus Euripideus comparatus cum Sophocleo zum Dr. phil. Er war danach kurzzeitig in Elsfleth im Oldenburgischen als Lehrer tätig und ging nach Berlin, um sich dort weiterzubilden. Hier belegte er insbesondere die archäologischen Vorlesungen von Eduard Gerhard. 1855 habilitierte er sich mit einer Abhandlung über den Einfluss der Charakterverschiedenheit der griechischen Stämme auf die Entwicklung der griechischen Plastik an der Universität Erlangen als Privatdozent für das Fach Archäologie. Er blieb bis 1858 in Erlangen und kehrte auf Wunsch Gerhards nach Berlin zurück, wo zum Nachfolger Theodor Panofka als Direktorialassistent des Königlichen Museums berufen wurde. Friederichs wurde zum außerordentlichen Professor für Archäologie an der Universität Berlin ernannt. Im Jahr 1868 wurde er als Nachfolger Ernst Heinrich Toelkens Direktor des Berliner Antiquariums und begab sich im Herbst 1869 auf eine Reise nach Zypern, um dort im Auftrag des Museums Ankäufe zu tätigen. Im Anschluss bereiste er bis Mai 1870 Ägypten, Palästina, Griechenland, Sardinien, Sizilien, Italien, Frankreich und England. Eine einsetzende Lungenkrankheit hinderte ihn daran, die wissenschaftlichen Ergebnisse seiner Reisen zu überarbeiten. Er hatte jedoch zahlreiche Briefe an seine Ehefrau geschrieben, in denen er ihr ausführlich über Land, Leute und die antiken Denkmäler berichtet hatte. Diese wurden 1872 nach seinem Tod unter dem Titel Kunst und Leben. Reisebriefe aus Griechenland, dem Orient und Italien veröffentlicht. Friederichs befasste sich in seinen wissenschaftlichen Arbeiten mit der Plastik und Malerei der Griechen. Auch einige seiner Vorträge wurden veröffentlicht. Friederichs war Mitglied der Archäologischen Gesellschaft zu Berlin, deren Vorsitz er gemeinsam mit Hübner vorübergehend nach dem Tod Gerhards übernahm.

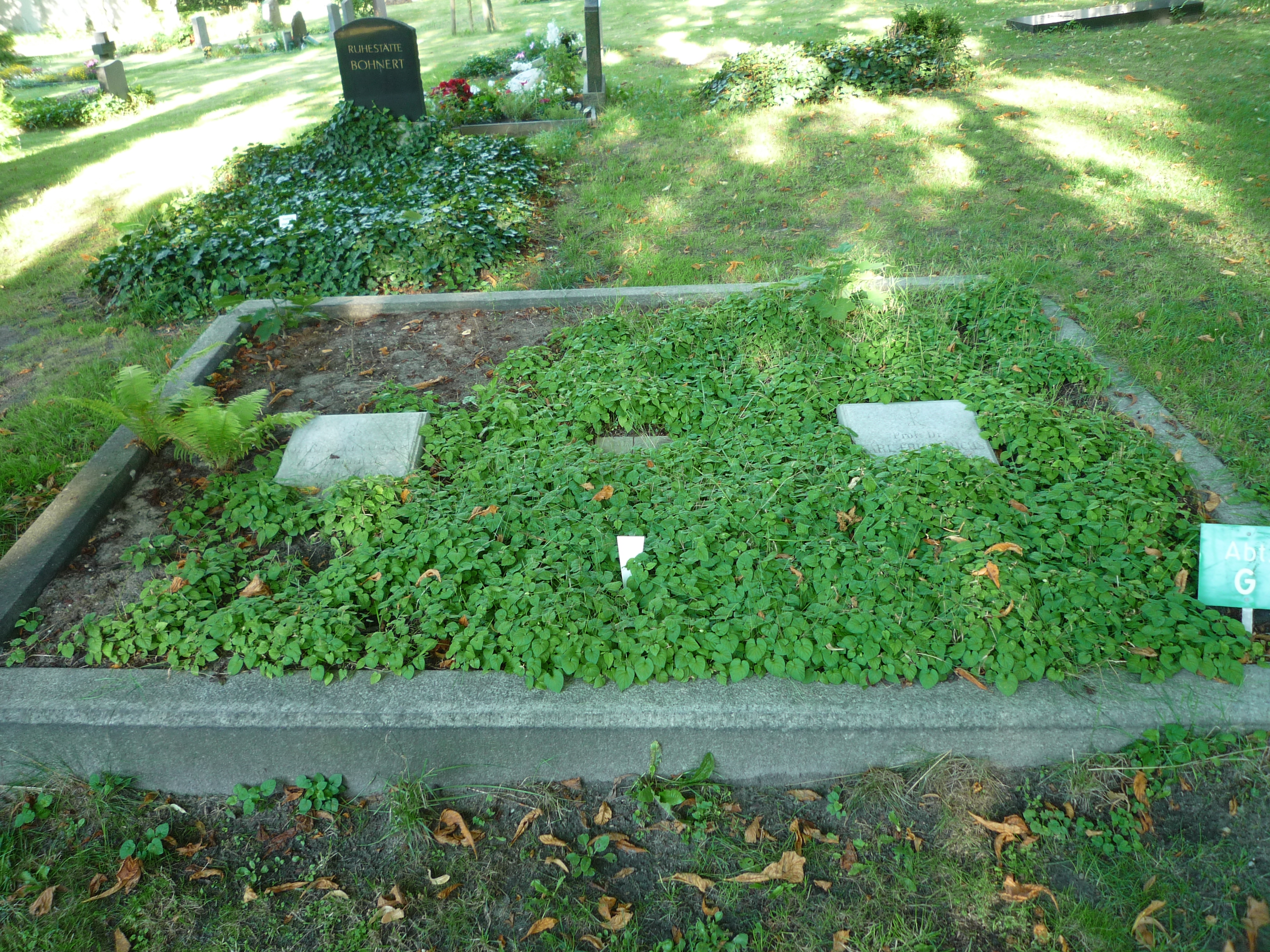
Alter St.-Matthäus-Kirchhof Berlin, Familiengrab Karl Friederichs

Friederichs heiratete zwischen 1862 und März 1864 eine Tochter des Theologen Johann Hinrich Wichern, dem er mehrere seiner Vorlesungen widmete, unter anderem Der bildliche Schmuck auf den Grabsteinen alter und neuer Zeit. Er hatte den Sohn Karl Wilhelm Friedrichs, der am 3. März 1864 in Hannover geboren wurde, in Göttingen studierte und später Gymnasialoberleher in Rostock wurde. Er starb 1944.
Friederichs fand auf dem Alten St. Matthäus-Kirchhof in Schöneberg seine letzte Ruhestätte. Die schlichte Familiengrabstätte mit den marmornen Kissensteinen befindet sich unweit der Gedenkstele für die ermordeten Offiziere vom 20. Juli 1944.

## Schriften (Auswahl)

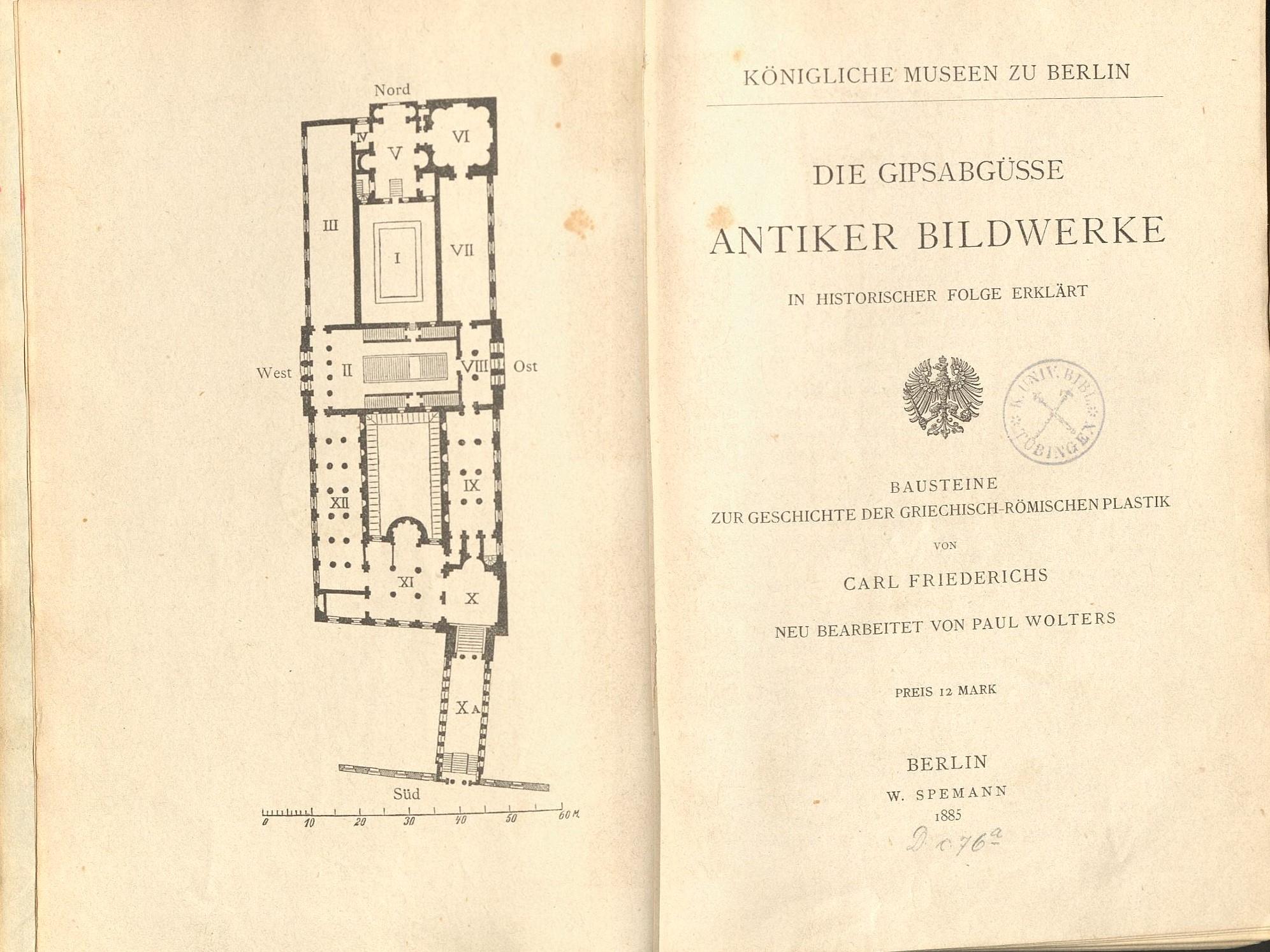
Von Paul Wolters 1885 neu herausgegeben

- Praxiteles und die Niobegruppe. Nebst Erklärung einiger Vasenbilder. Teubner, Leipzig 1855 (archive.org – Eduard Gerhard gewidmet).
- Nationum Graecarum diversitates etiam ad artis statuariae et sculpturae discrimina valuisse. Erlangen: Deichert, 1855 Erlangen, Univ., Habil.-Schrift, 1855
- Pindarische Studien. Mittler und Sohn, Berlin 1863, (archive.org).
- Die philostratischen Bilder: ein Beitrag zur Charakteristik der alten Kunst. Andreas Deichert, Erlangen 1860 (archive.org).
- Berlins antike Bildwerke: Bausteine zur Geschichte der griechisch-römischen Plastik. Julius Buddeus, Düsseldorf, Band 1: Die Gypsabgüsse im Neuen Museum. 1868 (digi.ub.uni-heidelberg.de); Band 2: Geräthe und Broncen im Alten Museum. 1871 (digi.ub.uni-heidelberg.de).
  - Paul Wolters (Bearb.): Die Gipsabdrücke antiker Bildwerke in historischer Folge erklärt. Bausteine und Geschichte der griechisch-römischen Plastik. Spemann, Berlin 1885 (archive.org).
- Kunst und Leben. Reisebriefe aus Griechenland, dem Orient und Italien. Buddeus Verlag, Düsseldorf 1872 (postum).

Vorträge
- Winckelmann. Druckerei des Rauen Hauses, Hamburg 1862 (Textarchiv – Internet Archive – Ein Vortrag gehalten am 22. Februar 18G2 im wissenschaftlichen Verein zu Berlin.) „Meinem künftigen Schwiegervater Herrn Dr. Wichern in Liebe und Verehrung gewidmet“.